# فیرفورد (آلاباما)
فیرفورد (به انگلیسی: Fairford) شهرکی در شهرستان واشینگتن ایالت آلاباما است که مساحت آن ۷٫۹۵ کیلومترمربع است و در سرشماری سال ۲۰۱۰ میلادی، ۱۸۶ نفر جمعیت داشته و تراکم جمعیتی آن، ۲۳٫۴ در کیلومترمربع بوده است.